# Feodora Schenk
Feodora Gräfin zu Solms-Baruth (née Schenk le 5 avril 1920 à Baruth/Mark et morte le 23 mars 2006 à Vienne) est une athlète autrichienne, spécialiste du saut en hauteur. 
Elle remporte sous la bannière du Reich allemand la médaille de bronze du saut en hauteur aux championnats d'Europe 1938, à Vienne en Autriche, devancée par la Hongroise Ibolya Csák et la Néerlandaise Nelly van Balen-Blanken.
Elle se classe 6e des Jeux olympiques de 1952, à Helsinki.